# 且鞮侯單于
且鞮侯单于（？—前96年），為亞洲古匈奴的君主之一，伊稚斜单于之子，乌维单于之弟，他於前101年接任呴犁湖單于擔任匈奴單于，前96年卒於任。
且鞮侯单于原任匈奴左大都尉。汉武帝太初四年（前101年），且鞮侯單于繼承匈奴王位後，因為位未鞏固，為免受漢朝襲擊，除了向漢朝傳信說:「漢朝皇帝為我長輩。」外，也同時間將不願投降而被扣留於匈奴的漢使節，全被釋放回漢朝，除此，不久之後，也派使臣前往漢朝進貢。后开始骄横，在天汉元年（前100年）拘留汉朝使者中郎将苏武，把他发往北海（今贝加尔湖）。天汉二年，派兵围困汉军，收降汉骑都尉李陵。再派大军万人援车师，击败汉军。天汉四年（前97年），听说汉朝派遣李广利等诸将分路出击匈奴，派兵十万在余吾水（今蒙古土拉河）南迎战汉军，连战十余日，使汉军无所得而回军。而后攻汉朝塞外奚侯城，收降都尉李绪，立为右校王。